# El tren de los momentos
El tren de los momentos è un album in studio del cantautore spagnolo Alejandro Sanz, pubblicato nel 2006.
Il disco ha vinto il premio come "miglior album latin pop" nell'ambito dei Grammy Awards 2008.

## Tracce
1. Enséñame tus Manos – 3:51
2. A la primera persona – 5:02
3. Te lo agradezco, pero no (feat. Shakira) – 4:33
4. Donde convergemos – 4:56
5. En la planta de tus pies – 3:57
6. La peleita – 4:45
7. Se lo dices tú – 3:49
8. Se molestan – 3:06
9. Te quiero y te temo – 3:12
10. El tren de los momentos – 3:00